# Reuchlin-Gymnasium (Ingolstadt)
Das Reuchlin-Gymnasium  ist das älteste Gymnasium in Ingolstadt. Es wurde nach dem Humanisten und Hebraisten Johannes Reuchlin benannt, der von 1519 bis 1521 in Ingolstadt lehrte. Das Schulgebäude steht unter Denkmalschutz.

## Geschichte
Nach der ersten Schließung des vormaligen Jesuitengymnasiums im Jahr 1799 und der Verlegung der bayerischen Landesuniversität von Ingolstadt nach Landshut im Jahr darauf war die Stadt ohne höhere Bildungseinrichtungen. Mit spärlichen Finanzmitteln wurde 1832 immerhin die Einrichtung zweier lateinischer Vorbereitungsklassen erreicht, die die Schüler für den Übertritt auf ein Gymnasium schulen sollten. Lehrer waren Geistliche, die auf eine Anstellung als Pfarrer warteten und im Falle einer Berufung sofort aus dem Lehrbetrieb entschwanden. Eine Inspektion durch den Rektor des Staatlichen Wilhelmsgymnasium Münchens deckte 1857 die miserablen Verhältnisse auf und führte zur Schließung der Schule. 1858 erfolgte sogleich die Wiedereröffnung, allerdings unter besseren Vorzeichen, da die Schule nunmehr vom bayerischen Staat als „königlich bayerische Lateinschule“ übernommen wurde. Vier Klassen konnten eingerichtet werden, auch Unterricht in Mathematik und Sport wurde durch externe Lehrer oder durch Garnisons-Offiziere übernommen.
Es bestand allgemein eine große Zufriedenheit mit dieser neuen Schule, jedoch wurde der Ruf nach einer Umwandlung in ein Vollgymnasium lauter, zumal die Einwohnerzahl Ingolstadts erheblich gestiegen war und eine neu entstandene Beamtenschicht die Möglichkeit einer gymnasialen Ausbildung für ihre Kinder wünschte. Insbesondere stellte sich als Mangel heraus, dass die Schüler nach absolvierter 5. Klasse eine Aufnahmeprüfung für ein Vollgymnasium ablegen mussten und die Ingolstädter Lateinschule nicht befugt war, das Zeugnis der Mittleren Reife auszustellen, welches jedoch für die Laufbahn eines Reserveoffiziers vonnöten war – ein Malus, der die stark militärisch geprägte Ingolstädter Gesellschaft dieser Zeit schmerzte. Man wandte sich mit diesbezüglichen Eingaben an die Regierung von Oberbayern. Diese zeigte sich zunächst unwillig und verwies insbesondere auf die hohen Kosten, die der Neubau eines Schulgebäudes nach sich zöge. Die Befürworter bezogen sich insbesondere auf die Verlegung der Ingolstädter Universität und damit auf die gleichsam historische Schuldigkeit des bayerischen Staates gegenüber Ingolstadt sowie auf die Einrichtung von Gymnasien in kleineren Städten wie zum Beispiel Rosenheim. Die Regierung ließ sich jedoch weiterhin nicht erweichen. Allerdings klangen die abschlägigen Bescheide längst nicht mehr so unumstößlich wie zu Beginn, sodass man sich – in der Hoffnung auf eine bevorstehende Erlaubnis – rasch daran machte, ein geeignetes Schulgebäude zu finden. Auf einem vom „Militärfiskus nicht genutzte[n] Gelände in der verlängerten Neubaustraße“ entstand der heute denkmalgeschützte Altbau des Reuchlin-Gymnasiums.
Im Jahre 1894 erhielt die Schule die Befugnisse eines Progymnasiums, dessen erfolgreicher Besuch die Aufnahme in die entsprechenden Klassen eines humanistischen Gymnasiums ohne Probezeit erlaubte. Es fehlte nur noch der letzte Schritt, der Ausbau der Schule zu einem neunklassigen Gymnasium. Die Argumente der Ingolstädter waren mittlerweile wohl nicht mehr zu ignorieren und so genehmigte der Prinzregent Luitpold am 24. Juni 1898 die Errichtung eines Vollgymnasiums in Ingolstadt, 1901 konnte das erste Abitur stattfinden. Mit der Einrichtung zweier Internatswohnheime (Canisiuskonvikt 1920 und Steyler Missionsseminar 1924) wurden der Schule zahlreiche neue externe Schüler zugeführt, was die zu dieser Zeit sinkenden Schülerzahlen wieder in unbedenkliche Höhen trieb. Ab 1919/1920 waren dann auch Mädchen an der Schule zugelassen. Nach dem Zweiten Weltkrieg wurde die Schule erst am 3. Dezember 1945 wieder eröffnet. 1962 wurde dem Gymnasium ein neusprachlicher Zweig angegliedert, 1977 die Kollegstufe eingeführt. Ab 1965 firmiert die bis dato schlicht „Humanistisches Gymnasium“ genannte Schule als Reuchlin-Gymnasium.
Die zunehmende Raumnot machte im Jahr 1965 eine Erweiterungsbaumaßnahme nötig, es entstand der sogenannte Westflügel mit Musik- und Chemiesälen. 1974 kam ein weiterer Anbau hinzu, in dem zwei Turnhallen untergebracht sind. Seit dem Herbst 2010 hat die Schule den auf einer Teilfläche des Pausenhofs errichteten Erweiterungsbau zur Gymnasiumstraße hin bezogen. Dort wurde 2011 ein Teil eines antiken römischen Girlandensarkophages aufgehängt, das wenige Jahre zuvor in Ingolstadt bekannt geworden war (ursprünglich aber vermutlich aus Italien stammt) und durch Spendengelder für das Gymnasium erworben wurde.

## Heutige Situation

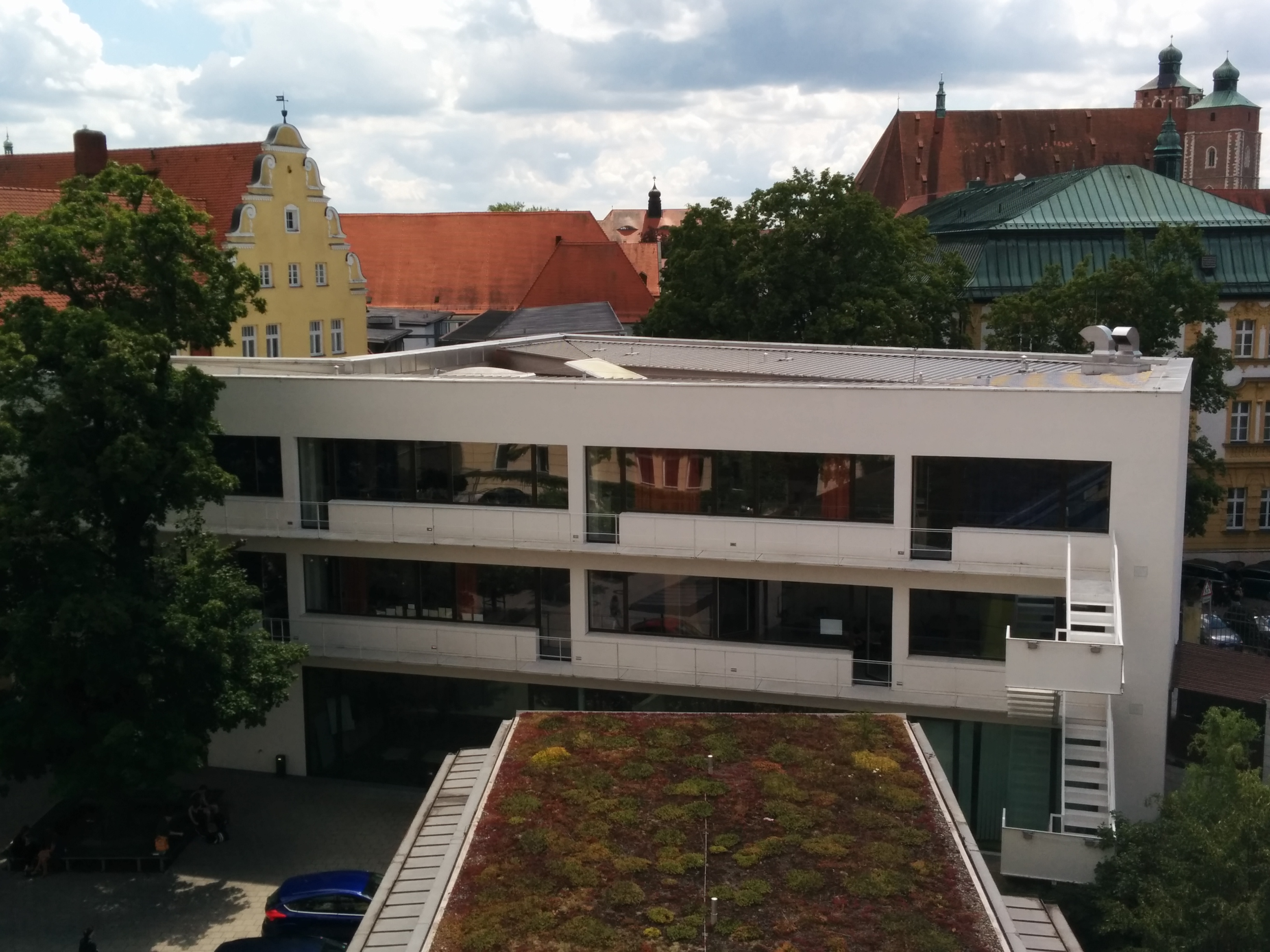
Erweiterungsbau

Als erste Fremdsprache in der fünften Jahrgangsstufe ist Latein obligatorisch, in der sechsten Jahrgangsstufe folgt Englisch. Als einziges der fünf Ingolstädter Gymnasien bietet das Reuchlin-Gymnasium ab der achten Jahrgangsstufe den humanistischen Zweig mit Altgriechisch an, daneben gibt es den neusprachlichen Zweig mit Französisch als dritter Fremdsprache sowie den naturwissenschaftlich-technologischen Zweig. Bei allen Zweigen besteht die Möglichkeit, Italienisch als spät beginnende Fremdsprache zu belegen.
Seit 2018 läuft die Generalsanierung des denkmalgeschützten Hauptbaus sowie die Neuerrichtung von zwei Anbauten. Im Schuljahr 2021/2022 besuchten 637 Schüler das Reuchlin-Gymnasium.
Nach dreijähriger Pilotphase ist das Reuchlin-Gymnasium seit dem 28. Oktober 2022 als erstes Gymnasium in Bayern als Kulturschule zertifiziert.

## Partnerschulen
Seit dem Jahr 2000 existiert ein intensiver Schulaustausch mit der Móricz Zsigmond Általános Iskola aus der ungarischen Stadt Dunaújváros. Der Austausch findet vor allem über die Fachschaft Musik statt. Alle 2 Jahre sind Schüler aus Ungarn zu Gast am Reuchlin-Gymnasium in Ingolstadt und nehmen am Schulkonzert teil. Im Gegenzug fahren Schüler aus den Bands und Orchestern des Reuchlin-Gymnasiums alle zwei Jahre zur Schule nach Dunaújváros.
Nach einem Vortrag der damaligen Schulleiterin der Monze Boarding Secondary School am Reuchlin-Gymnasium über die Lernbedingungen der Schüler in Sambia im Jahr 2012 entstand die Partnerschaft zwischen beiden Schulen. Seither unterstützt das Reuchlin-Gymnasium die Schule und konnte schon zur Renovierung der Mädchen Schlafsäle und zum Bau eines neuen Trinkwasserbrunnens durch das Sammeln von Spenden beitragen. Das schuleigene Sambia-Team ist für die Organisation und das Sammeln von Spenden zuständig. Hierbei führt dieses unter anderem den alljährlichen Spendenlauf, den Afrika-Tag für Jahrgangsstufe 5 durch und verkauft handgemachte Produkte und Speisen am schulinternen Weihnachtsmarkt und Sommerfest.

## Rektoren
- 1897–1898: Ignaz Rummelsberger, Leiter des „Kgl. Progymnasiums“
- 1901–1909: Georg Gött
- 1909–1919: Josef Flierle
- 1919–1922: Gebhard Himmler (der Vater Heinrich Himmlers, siehe auch Der Vater eines Mörders von Alfred Andersch)[12]
- 1922–1931: Oswald Silverio
- 1931–1948: Jakob Berger
- 1948–1949: Albert Zink
- 1949–1952: Anton Findl
- 1952–1958: Georg Weber
- 1958–1973: Hans Luibl
- 1973–1983: Otto Müller
- 1983–1994: Rudolf Ullrich
- 1994–2005: Reinhold Koller
- 2005–2021: Edith Philipp-Rasch
- seit 2021: Bärbel Kößler-Finkenzeller

## Ehemalige Schüler und Lehrer
- Hans von Schellenberg (1552–1609), Gutsbesitzer und Gelehrter
- Maximilian Emanuel von Lerchenfeld (1778–1843), bayerischer Finanzminister
- Wilhelm Donaubauer (1866–1949), Architekt und Künstler
- Wilhelm Fraenger (1890–1964), Kulturhistoriker
- Johannes R. Becher (1891–1958), DDR-Kulturstaatsminister und Verfasser des Textes zur DDR-Nationalhymne („Auferstanden aus Ruinen“)
- Titus Ritter von Lanz (1897–1967), Mediziner
- Heinrich Schlier (1900–1978), Abitur 1919, Theologe
- Heinrich Welker (1912–1981), Physiker
- Georg Söll (1913–1997), Abitur 1935, Theologe und Salesianer Don Boscos
- Pius Eichlinger (1925–2014), Abitur 1946, Künstler (Maler, Plastiker, Grafiker, Keramiker) Kunstlehrer
- Erich Pawlu (1934–2022), Schriftsteller
- Hubert Weinzierl (1935–2025), Gründungsmitglied des BUND
- Michael Schölß (* 1947), Maler und Kunstlehrer
- Werner Meier (* 1953), Musiker und Kabarettist
- Wolfgang Maria Hagl (* 1953), Abitur 1973, Abt der Benediktinerabtei Metten
- Carl-Ludwig Reichert (1946–2023), Musiker, Radiomoderator und Schriftsteller[13]
- Siegfried Schneider (* 1956), Abitur 1974/1975, Politiker (CSU) und Präsident der Bayerischen Landeszentrale für neue Medien
- Wolfgang Haberl (* 1960), Abitur 1979, Schriftsteller
- Claus Schindler (* 1962), Chirurg und Notfallmediziner
- Annette Seiltgen (* 1964), Opernsängerin
- Florian Simbeck (* 1971), „Stefan Lust“ von Erkan & Stefan (Comedy-Duo)
- Andreas Hartmann (* 1977), Althistoriker und Bruno-Snell-Preisträger
- Roman Deininger (* 1978), Journalist
- Andreas Martin Hofmeir (* 1978), Musiker, Professor für Tuba und Kabarettist[14]

## Erwähnenswertes
In Pforzheim, Reuchlins Geburtsstadt, existiert das Reuchlin-Gymnasium Pforzheim.